# スコット・デイヴィス (フィギュアスケート選手)
スコット・デイヴィス（Scott Davis、1972年1月29日 - ）は、アメリカ合衆国モンタナ州出身の男性フィギュアスケート選手で、現在はコーチ兼フィギュアスケート審判員。1994年リレハンメルオリンピック男子シングルアメリカ代表。

## 経歴
- 1989-1990年の世界ジュニア選手権で5位となり、1991-1992年シーズンよりシニアに完全転向した。
- 1993年全米選手権で初優勝を飾り、翌1994年全米選手権も優勝。同年のリレハンメルオリンピックでは、ショートプログラムで4位と好スタートであったが、フリースケーティングで大きく崩れ8位に終わった。
- 1995-1996年シーズン以降は精彩を欠き、全米選手権での代表争いに敗れも世界選手権へ出場することはなかった。1997-1998年シーズンをもって現役を引退。引退後はプロスケーターとして、またコーチとしても活動。現在は国際スケート連盟公認の技術審判員として活躍している。

## 主な戦績
| 大会/年       | 1989-90 | 1990-91 | 1991-92 | 1992-93 | 1993-94 | 1994-95 | 1995-96 | 1996-97 | 1997-98 |
| ------------- | ------- | ------- | ------- | ------- | ------- | ------- | ------- | ------- | ------- |
| オリンピック  |         |         |         |         | 8       |         |         |         |         |
| 世界選手権    |         |         |         | 6       | 7       | 7       |         |         |         |
| 全米選手権    |         | 8       | 4       | 1       | 1       | 2       | 4       | 4       | 3       |
| NHK杯         |         |         |         |         |         | 4       |         | 4       | 2       |
| 世界Jr.選手権 | 5       | 4       |         |         |         |         |         |         |         |